# تاريخ جورجيا
أمة جورجيا (بالجورجية: საქართველო) (sak'art'velo) كانت أول ما مملكة موحد وجدت في القرن التاسع إلى القرن العاشر، التي نشأت من عدد من التوابع ل كولخيس القديمة وإبيريا. ازدهرت مملكة جورجيا خلال القرنين العاشر والثاني عشر، سقطت المملكة على يد الغزو المغولي لجورجيا وأرمينيا عام 1243، وبعد فترة وجيزة ضم جورج الخامس جورجيا إلى الإمبراطورية التيمورية.

## فترة ما قبل التاريخ
ترجع الأدلة على احتلال أراضي جورجيا في الوقت الحاضر في أقرب وقت إلى ما قبل 1.8 مليون سنة، مثلما يتضح من أحافير دمانيسي في الجزء الجنوبي الشرقي من البلد. وهذا يُعتبر أقدم دليل لوجود البشر في أي مكان في العالم خارج أفريقيا. إن بقايا ما قبل التاريخ (مثل المرحلة الأشولينية والحضارة الموستيرية والعصر الحجري القديم العلوي) معروفة من العديد من خلال الكهوف والمواقع المفتوحة في جورجيا. يعود تاريخ أوائل الاحتلال الزراعي في العصر الحجري الحديث في وقت ما بين 6000 و 5000 قبل الميلاد. تُعرف باسم ثقافة شولافيري - شومو، حيث استخدم الناس حجر السبج المحلي لصناعة الأدوات وعملوا برعاية الحيوانات مثل الماشية والخنازير وأيضًا زراعة المحاصيل، بما في ذلك العنب.
أجريت العديد من الحفريات في مستوطنات شولافيري - شومو منذ ستينات القرن العشرين.
بدأ استخدام علم الفلزات في جورجيا خلال الألفية السادسة قبل الميلاد، وهو مرتبط بثقافة شولافيري-شومو. منذ بداية الألفية الرابعة، أصبحت المعادن تُستخدم من أجل التوسع في شرق جورجيا وفي منطقة ما وراء القوقاز بأكملها.
في سبعينات القرن العشرين، كشفت الحفريات الأثرية عن عدد من المستوطنات القديمة التي شملت المنازل مع صالات العرض، التي يعود تاريخها بحسب تأريخ الكربون إلى الألفية الخامسة قبل الميلاد في منطقة إميريس-جورا في شرق جورجيا. بُنيت هذه المنازل بشكل دائري أو بيضوي مع وجود وسمة مميزة هي الرصيف المركزي والمدخنة. وقد استخدمت هذه المعالم وزادت تطويرها في بناء المنازل والمساكن جورجية من نوع «داربازي». في العصر النحاسي من الألفية الرابعة والثالثة قبل الميلاد، كانت جورجيا وشرق آسيا الصغرى موطنًا لثقافة كورا - أراكسيس، ما أفسح المجال في الألفية الثانية قبل الميلاد إلى ظهور ثقافة ترياليتي. أدّت الحفريات الأثرية إلى تسليط الضوء على بقايا المستوطنات في بيشتاشيني وأوزني (من الرابع إلى الثالث من الألفية قبل الميلاد) ومدافن البارو (بحسب تأريخ الكربون إلى الألفية الثانية قبل الميلاد) في مقاطعة ترياليتي في تسالكا (جورجيا الشرقية). يشهد الاثنان معًا على ثقافة متقدمة ومتطورة للبناء والهندسة المعمارية في المنطقة.
ظهرت قبيلة دياويهي، اتحاد قبلي من الجورجيين الأوائل، لأول مرة في التاريخ المكتوب في القرن الثاني عشر قبل الميلاد. تكشف المكتشفات الأثرية والمراجع في المصادر القديمة عن عناصر من تشكيلات سياسية وحكومية في وقت مبكر تتميز بتقنيات معدنية والصياغة المتقدمة التي تعود إلى القرن السابع قبل الميلاد وما بعده. بين عامي 2100 و 750 قبل الميلاد، نجت المنطقة من الغزو على يد الحيثيين والأورارتيين والميديين والبروتو-الفرس والكيمريين. في نفس الفترة، تفككت الوحدة العِرقية للبروتو - كارتفيليين إلى عدة فروع، من بينها السفانيين والزانيين/الشانيين والشرقيين - الكارتفيليين. أدى هذا في نهاية المطاف إلى تشكيل لغات كارتفيلية حديثة: الجورجية (التي نشأت من شرق كارتفيليان) والسفانية والمرغلانية واللازية (التي نشأت من لهجات زان). وبحلول ذلك الوقت، كان السفانيون مهيمنين في سفانيتي الحديثة وأبخازيا، واستقر سكان زان في مقاطعة ساميغريلو الجورجية الحديثة، في حين شكّل سكان شرق كارتفيليون الأغلبية في شرق جورجيا الحديثة. ونتيجة لتعيين الحدود الثقافية والجغرافية، تشكلت منطقتان أساسيتان للثقافة الجورجية المقبلة وإقامة الدولة في غرب وشرق جورجيا بحلول نهاية القرن الثامن قبل الميلاد. ظهرت أول دولتين جورجيتين في الغرب المعروفتان باسم مملكة كولخيس وفي الشرق باسم مملكة أيبيريا.

## العصور القديمة

### اعتناق المسيحية كديانة الدولة الرسمية
قبل التنصيرية، كانت طائفة الميثرائية والزرادشتية تُمارَس عادةً في إيبيريا من القرن الأول. ظهرت طائفة الميثرائية، التي تميزت بطابعها التوفيقي وبالتالي تُعتبر مكملة للطوائف المحلية، وخاصة طائفة الشمس، تدريجيًا للاندماج مع المعتقدات الجورجية القديمة. أصبحت مملكة إيبيريا الجورجية الشرقية واحدة من أوائل الولايات في العالم التي اعتنقت المسيحية في عام 327، عندما وضعها ملك إيبيريا ميريان الثالث كدين رسمي للدولة. ومع ذلك، يختلف التاريخ استنادًا إلى العديد من الروايات والوثائق التاريخية، التي تشير إلى أن الأيبيرية اعتمدت المسيحية كدين الدولة في 317 و 319  و  324، الخ. وفقًا للحسابات الجورجية التاريخية، قام القديس نينو من كابادوسيا بتحويل جورجيا إلى المسيحية في عام 330 في عهد قسطنطين العظيم. لكن بحلول منتصف القرن الرابع، تبنّى كل من لازيكا (مملكة كولخيس سابقًا) وإيبيريا المسيحية كديانة رسمية. ربط تبني المسيحية المملكة بالإمبراطورية البيزنطية، التي مارست نفوذًا ثقافيًا قويًا عليها.
لكن بعد قتل الإمبراطور يوليان المرتد أثناء حملته الفاشلة في بلاد فارس في عام 363، تنازلت روما عن السيطرة على إيبيريا إلى بلاد فارس وأصبح الملك فاراز-باكور الأول (أسفاغور 363-365) تابعًا فارسيًا، وهي النتيجة التي أكّدتها عائلة الأسيليسين في عام 387. بيد أن حاكم كارتلي لاحقًا، فرسمان الرابع (406-409) قد حافظ على الحكم الذاتي لبلاده وتوقف عن الإشادة ببلاد فارس. سادت بلاد فارس، وبدأ الملوك الساسانيون في تعيين والي علهم (بيتياكسي/بيداكسي) لمراقبته. جعلوا المنصب في نهاية المطاف وراثيًا في المجلس الحاكم في كارتلي السفلى، وبالتالي تدشين منصب الوالي الذي جعل إقليم واسع مثل هذا تحت سيطرته. على الرغم من أنها ظلت جزءًا من مملكة كارتلي، فإن الولاة قد حولوا مجالهم إلى مركز النفوذ الفارسي. وضع حكام ساسانيان المسيحية الجورجية تحت اختبار شديد. وقد روجوا لتعاليم الزرادشتية، وبحلول منتصف القرن الخامس أصبحت الزرادشتية ديانة رسمية ثانية في شرق جورجيا إلى جانب المسيحية.
خلال القرن الرابع وأغلب من القرن الخامس، كانت إيبيريا (المعروفة أيضًا باسم مملكة كارتلي) تحت السيطرة الفارسية. ومع ذلك، مع نهاية القرن الخامس، قام الأمير فاختانغ الأول غورغاسالي بتنظيم انتفاضة مناهضة للفارسية واستعادة الدولة الإيبيرية، معلنًا نفسه الملك. بعد ذلك، شنّت جيوش فاختانغ عدة حملات ضد كل من بلاد فارس والإمبراطورية البيزنطية. غير أن كفاحه من أجل استقلال ووحدة الدولة الجورجية لم يحقق نجاحا دائمًا. بعد وفاة فاختانج في عام 502، وبعد فترة حكم ابنه داتشي القصيرة (502-514)، أعيد إدماج إيبيريا مع بلاد فارس كمقاطعة تابعة مرة أخرى. لكن المملكة الإيبيرية ألغيت في عام 580 على يد السلطات الفارسية في ذلك الوقت التي حكمها هرمز الرابع (578-590)، وعلى وجه التحديد بعد وفاة الملك باكور الثالث، وأصبحت إيبيريا مقاطعة فارسية تحت حكم مرزبان (حاكم). ومع ذلك، منح النبلاء الإيبيريين امتياز انتخاب الحكام، الذين يُطلق عليهم اسم إريمتافري في جورجيا. حثّ النبلاء الجورجيون الإمبراطور البيزنطي موريس على إحياء مملكة إيبيريا في عام 582، لكن في عام 591 اتفقن الإمبراطوريتين البيزنطية والفارسية بشكل حاسم على تقسيم إيبيريا بينهما، على أن تكون تبليسي في أيدي الفارسيين وأن تكون متسخيتا تحت السيطرة البيزنطية. بحلول أواخر القرن السابع الميلادي، أفسحت حروب الروم والفرس في الشرق الأوسط المجال للغزو العربي للمنطقة على يد مروان بن محمد وما تلاه من غزوات لضمان الهيمنة العربية في القوقاز.

## كولخيس وايبيريا أولى الممالك الجورجية

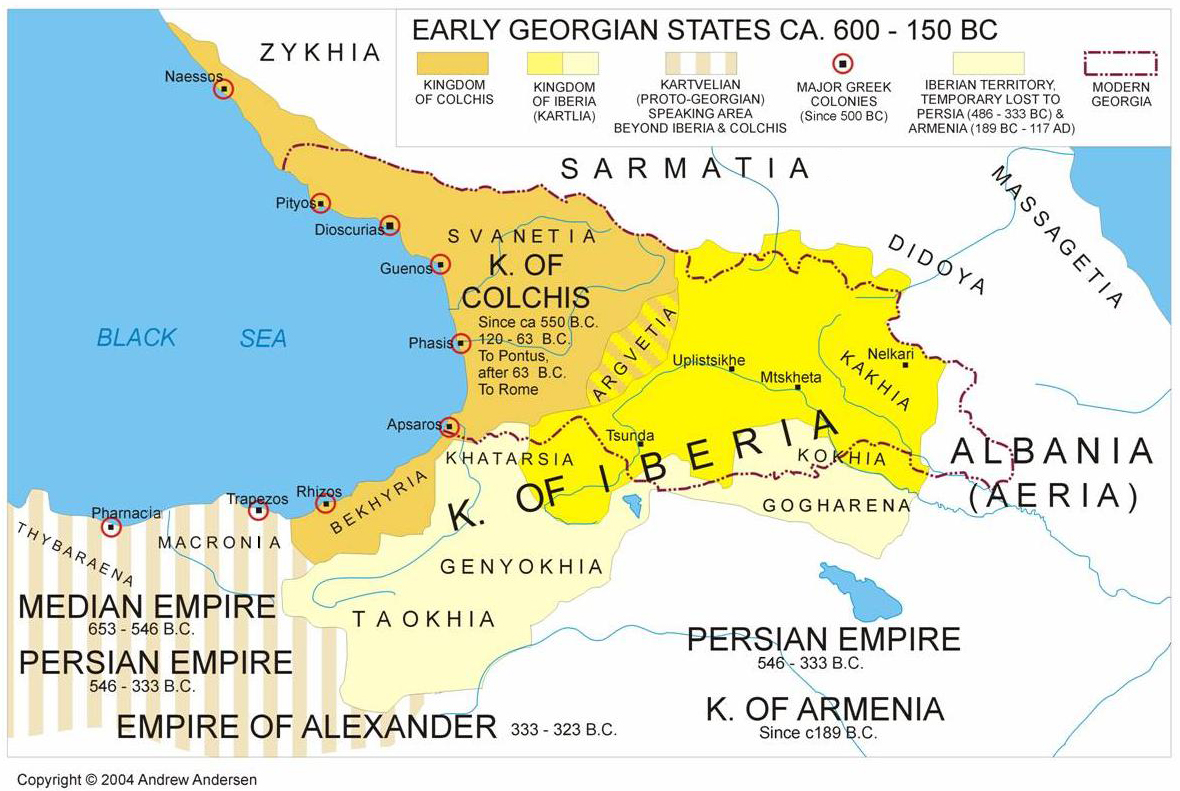
مملكتا كولخيس وايبيريا

الأراضي التي تعرف اليوم بجورجيا مأهولة باستمرار منذ بداية العصر الحجري. بينما شهدت الفترة الكلاسيكية بروز مملكتي كولخيس وايبيريا. أول ما ظهرت القبائل قبل الجورجية في التاريخ المكتوب في القرن الثاني عشر قبل الميلاد. تكشف الاكتشافات الأثرية والمراجع في المصادر القديمة عن عناصر من تشكيلات سياسية وكيانية اولية تتميز بتقنيات متقدمة في صياغة الذهب وصهر المعادن والتي تعود في تاريخها إلى القرن 7 قبل الميلاد وما تلاه. ظهرت في القرن 4 ق.م مملكة جورجية موحدة – تعد مثالاً مبكراً على نظام دولة متقدم تحت حكم ملك واحد، تتبعه طبقة أرستقراطية ضمن التسلسل الهرمي.
تعد المملكتان الجورجيتان القديمتان المعروفتان للإغريق والرومان باسم ايبيريا (الجورجية: იბერია) (في الشرق) وكولخيس (الجورجية: კოლხეთი) (في الغرب) من أوائل الشعوب في المنطقة التي اعتنقت المسيحية (عام 337م أو 319م كما تشير الأبحاث الأخيرة). في الأساطير اليونانية كولخيس هي مكان الصوف الذهبي الذي سعى اليه جاسون وبحارو الأرغو في ملحمة أرغوناوتيكا. قد يرجع دمج الصوف الذهبي في الأسطورة إلى الممارسة المحلية من استخدام الأصواف لاستخلاص غبار الذهب من الأنهار. في القرون الأخيرة من العهد ما قبل المسيحية، تأثرت المنطقة في شكل مملكة كارتلي – ايبيريا بشدة من اليونان إلى الغرب وبلاد فارس إلى الشرق.

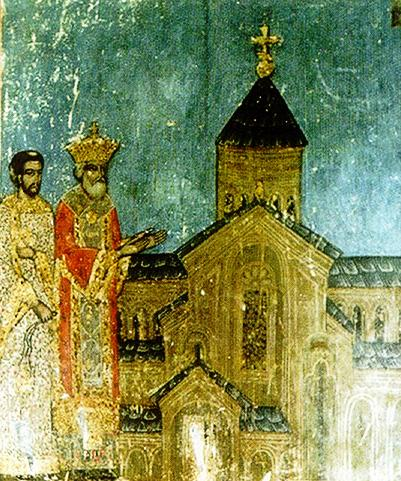
جعل الملك ميريان الثالث الديانة المسيحية الدين الرسمي للدولة في 327 ميلادي.

بعد أن أتمت الإمبراطورية الرومانية سيطرتها على منطقة القوقاز في 66 ق.م، أصبحت تلك المملكة دولة عميلة وحليفة للرومان لما يقرب من 400 سنة. أعلنت المسيحية دين الدولة من قبل الملك ميريان الثالث عام 327 م، مما أعطى حافزا كبيرا لتطور الأدب والفنون إضافة إلى توحيد البلاد. لكون جورجيا في ملتقى الطرق بين المسيحية والإسلام، شهدت تلك المملكة تبادلاً ديناميكياً بين هذين العالمين والذي بلغ ذروته في عصر النهضة الثقافية بين القرنين الحادي والثالث عشر. نتيجة لاعتناق الملك ميريان الثالث للمسيحية في 330 م، أدى ذلك في نهاية المطاف إلى ارتباطها بقوة بالامبراطورية البيزنطية المجاورة، والتي كان لها تأثير ثقافي كبير لعدة قرون.
كانت كولخيس (و التي تعرف أيضاً لسكانها إغريزي أو لازيكا) في كثير من الأحيان ساحة الحرب والمنطقة الفاصلة بين القوتين المتناحرتين فارس وبيزنطة، مع تبادل السيطرة على المنطقة ذهاباً وإياباً. نتيجة لذلك تفككت المملكة إلى دويلات وممالك إقطاعية مع بداية العصور الوسطى. سهل هذا الأمر على العرب غزو جورجيا في القرن السابع الميلادي. مع بداية القرن الحادي عشر توحدت المناطق المتمردة في المملكة الجورجية الموحدة. امتد نفوذ جورجيا ابتداء من القرن الثاني عشر على جزء كبير من جنوب القوقاز، بما في ذلك الاجزاء الشمالية الشرقية وتقريبا كامل الساحل الشمالي من ما هو الآن تركيا.
اتحد شطرا جورجيا الغربي والشرقي تحت حكم باغرات الخامس (حكم 1027-1072). في القرن التالي، بدأ ديفيد الرابع (المعروف بالمنشئ، حكم 1089-1125) العصر الذهبي الجورجي، حيث افتتحه بطرد الأتراك السلاجقة من البلاد، وتوسيع النفوذ الجورجي الثقافي والسياسي إلى أرمينيا جنوبا وشرقا إلى بحر قزوين.
رغم سيطرة العرب على العاصمة تبليسي في 645 م، حافظت كارتلي - ايبيريا على استقلال كبير في ظل الحكام العرب المحليين. أصبح الأمير آشوت الأول (المعروف أيضاً آشوت كورابالات) عام 813 م أول حاكم للمملكة من أسرة باغراتيوني. افتتح عهد أشوت ما يقرب من 1000 سنة من حكم بيت باغراتيوني لجزء من الجمهورية الحالية على الأقل.

## العصور الوسطى

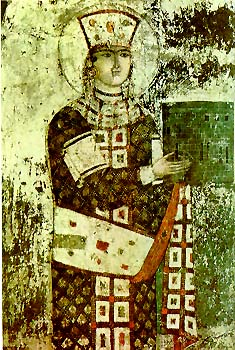
الملكة تمار كما هو مبين على لوحة جدارية في دير فاردزيا

بلغت المملكة الجورجية ذروتها في القرن الثاني عشر إلى بداية القرن الثالث عشر. اعتبرت هذه الفترة على نطاق واسع على أنها العصر الذهبي لجورجيا أو عصر النهضة الجورجي خلال عهد ديفيد المنشئ والملكة تامار. تميزت هذه النهضة الجورجية المبكرة، التي سبقت نظيرتها في أوروبا، بازدهار التقليد الفروسي الرومانسي، تقدم فلسفي، ومجموعة من الابتكارات السياسية في المجتمع وتنظيم الدولة، بما في ذلك التسامح الديني والعرقي.
خلف العصر الذهبي لجورجيا إرثا من الكاتدرائيات العظيمة، الأدب والشعر الرومانسي، والقصيدة الملحمية «فارس في جلد النمر». يعتبر الملك ديفيد المنشئ أعظم وأنجح الحكام الجورجيين عبر التاريخ. حيث نجح في طرد السلاجقة خارج البلاد، وقاد بلاده للنصر في معركة ديدجوري الكبرى عام 1121. مكنته إصلاحاته الإدارية والعسكرية من إعادة توحيد البلاد وإخضاع معظم أراضي القوقاز تحت السيطرة الجورجية.
تمكنت ابنة ديفيد المنشئ الكبرى تامار من تحييد هذه المعارضة، وشرعت في سياسة خارجية نشطة ساعدها في ذلك سقوط القوى المنافسة من السلاجقة وبيزنطة. بدعم من نخبة عسكرية قوية، استطاعت تامار البناء على النجاحات التي حققها سلفها في توطيد إمبراطورية طغت على القوقاز حتى انهيارها في ظل هجمات المغول في غصون عقدين من الزمن بعد وفاة تامار.
هكذا فإن إعادة إحياء المملكة الجورجية لم تدم طويلاً، حيث سقطت تبليسي عام 1226 بيد جلال الدين منكبرتي وخضعت المملكة نهاية للمغول عام 1236. تلا ذلك نزاع بين الحكام المحليين سعياً للاستقلال عن الحكم المركزي الجورجي، حتى تفككت المملكة كلياً في القرن الخامس عشر. تعرضت جورجيا بين 1386 و 1404، لعدة غزوات مدمرة من قبل تيمورلنك. استغلت الممالك المجاورة الوضع وانطلاقاً من القرن السادس عشر أخضعت الامبراطورية الفارسية القسم الشرقي بينما تولّت الامبراطورية العثمانية أمر القسم الغربي.
قام حكام المناطق التي حافظت جزئياً على استقلالها بعدة محاولات مختلفة للتمرد. لكن الغزو الفارسي والعثماني التي أدت إلى المزيد من الضعف في الممالك المحلية. نتيجة لهذه الحروب تراجع عدد سكان جورجيا في مرحلة ما إلى 250 ألف نسمة. خضع شرق جورجيا المؤلف من مملكتي كارتلي وكاخيتي للهيمنة الفارسية منذ 1555 م. ومع ذلك، مع وفاة نادر شاه (نابليون الفارسي) عام 1747 م، خرجت كلا المملكتان من تحت السيطرة الفارسية، وأعيد توحيدهما تحت حكم الملك هرقل الثاني في 1762.

## جورجيا تحت الحكم الروسي

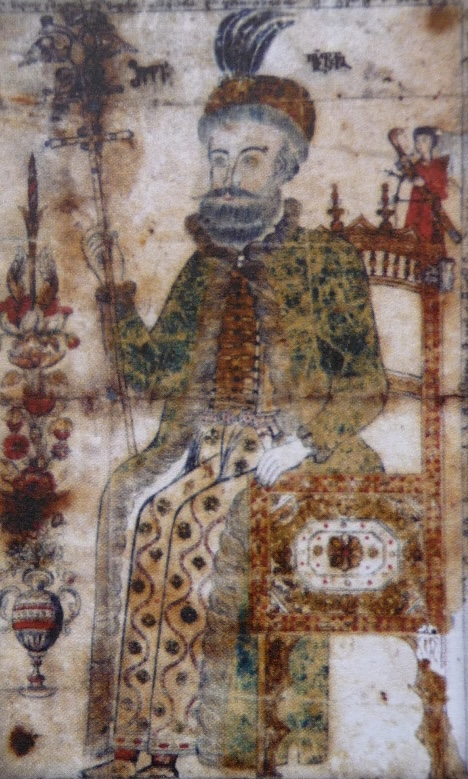
جورج الحادي عشر هو آخر ملك كاثوليكي لشرق جورجيا

وقعت روسيا والمملكة الجورجية الشرقية كارتلي كاخيتي معاهدة جورجيفسك عام 1783 م. تنص هذه المعاهدة على خضوع كارتلي كاخيتي للحماية الروسية. على الرغم من التزام روسيا بالدفاع عن جورجيا، فإنها لم تحرك ساكناً عندما غزاها الأتراك والفرس عامي 1785م و 1795م، حيث دمرت تبليسي كلياً وذبح سكّانها. تفاقم الانتهاك الروسي لمعاهدة جورجيفسك وبلغ ذروته عام 1801 م عندما ضمت روسيا كامل الأراضي الجورجية للامبراطورية، وما تلا ذلك من عزل سلالة باغراتيوني وقمع الكنيسة الجورجية.
وقّع القيصر الروسي بولس الأول يوم 22 كانون الأول 1800 م، بناء على طلب مزعوم من الملك الجورجي جورج الثاني عشر، على إعلان ضم جورجيا (كارتلي - كاخيتي) إلى الإمبراطورية الروسية، الأمر الذي تم الانتهاء منه بموجب مرسوم في 8 كانون الثاني 1801،  وأكده القيصر الكسندر الأول في 12 أيلول 1801. رد المبعوث الجورجي في سانت بطرسبورغ بمذكرة احتجاج قدمت إلى الأمير كوراكين نائب المستشار الروسي. في أيار 1801،  قام الجنرال الروسي كارل هاينريش كنورينغ بعزل وريث العرش الجورجي ديفيد باتونيشفيلي، وشكّل حكومة يرأسها الجنرال ايفان بتروفيتش لاساريف. بيوتر باغراتيون، رجل من طبقة النبلاء الجورجية، انضم إلى الجيش الروسي بعمر 17 كرقيب وصعد في التسلسل العسكري إلى أن أصبح جنرالاً في الحروب النابليونية.
لم تقبل طبقة النبلاء الجورجية بالقرار حتى نيسان 1802 م عندما قام الجنرال كنورينغ بجمعهم في كاتدرائية سيوني تبليسي وأجبرهم على أداء قسم الولاء للتاج الامبراطوري الروسي. أما من عارض فقد اعتقل بصورة مؤقتة.
في صيف عام 1805 م، هزمت القوات الروسية على نهر اسكيراني القريب من زاغام الجيش الفارسي وأنقذت تبليسي من الغزو.
حصلت الإمارات الجورجية الغربية منغريليا وغوريا على الحماية الروسية في بدايات القرن التاسع عشر. وبعد حرب قصيرة خضعت مملكة ايميريتي والحقت من قبل القيصر الروسي الكسندر الأول عام 1810. توفي آخر ملك لايميريتي وآخر حاكم من سلالة باغراتيوني الجورجية سولومون الثاني في المنفى في 1815. نتيجة للحروب العديدة التي خاضتها روسيا ضد تركيا وإيران بين عامي 1803-1878، تم ضم العديد من المناطق المحتلة لأراضي جورجيا. هذه المناطق (باتومي، أخالتسيخه، بوتي، أبخازيا) تمثل الآن جزءا كبيرا من أراضي جورجيا. ألغيت امارة غوريا في عام 1828، وتلك في ساميغريلو (منغريليا) في 1857. ضمت منطقة سفانيتي تدريجياً في 1857-1859.

## إعلان الاستقلال

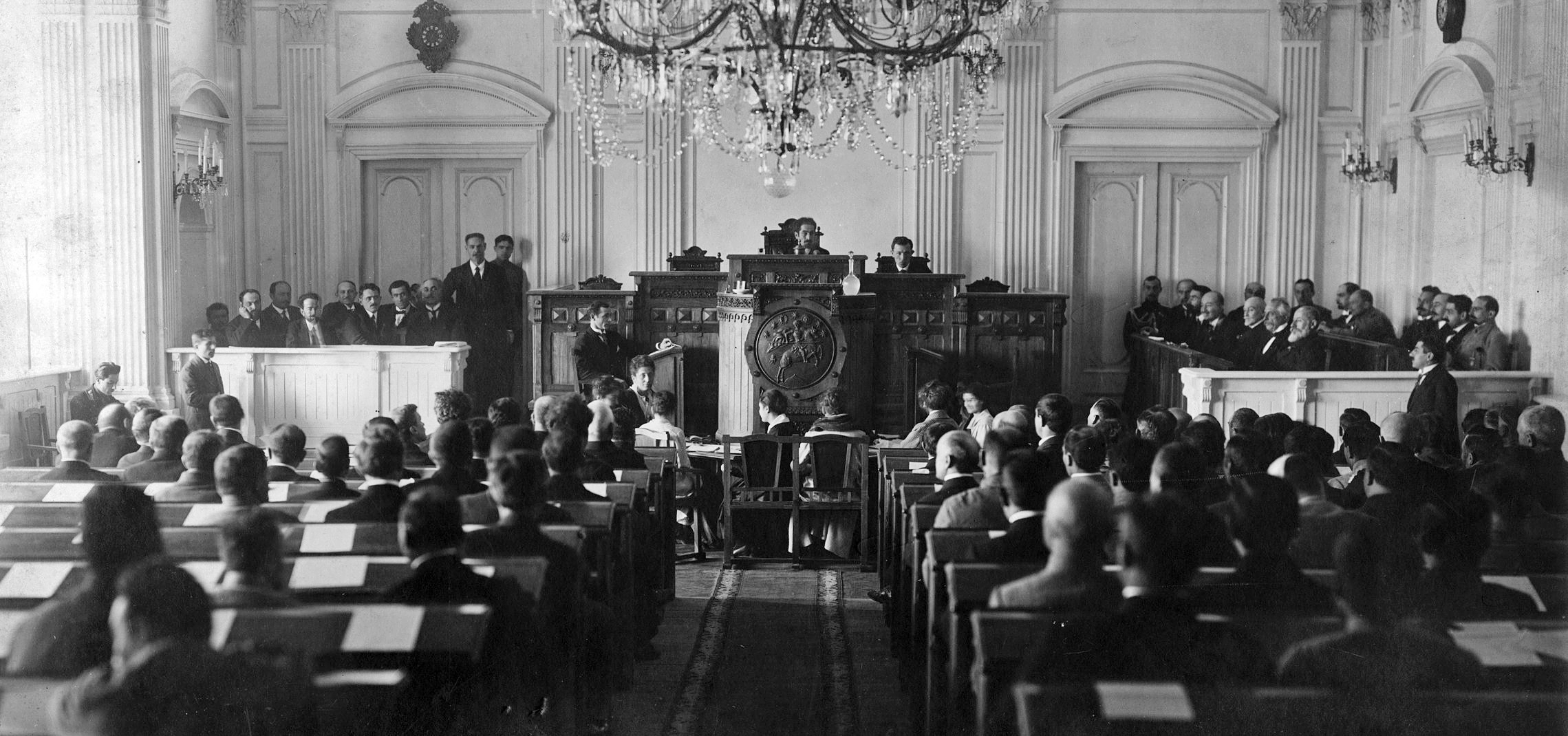
إعلان الاستقلال من قبل البرلمان الجورجي، 1918

بعد الثورة الروسية عام 1917 أعلنت جورجيا استقلالها في 26 ايار 1918 في خضم الحرب الأهلية الروسية. فاز بالانتخابات البرلمانية الحزب الاشتراكي الديمقراطي الجورجي، الذي يعتبر موالياً للمناشفة، وزعيمه، نوي زوردانيا أصبح رئيسا للوزراء.
في عام 1918 اندلعت الحرب بين جورجيا وأرمينيا على أجزاء من المحافظات الجورجية غالبية سكانها من الأرمن والتي انتهت بالتدخل البريطاني. في 1918-1919م قاد الجنرال الجورجي جيورجي مازنياشفيلي هجوماً جورجياً ضد الجيش الأبيض بقيادة مويسيف ودينيكين لاستعادة ساحل البحر الأسود من توابسي إلى سوتشي وأدلر لجورجيا المستقلة. لكن استقلال البلاد لم يدم طويلاً وخضعت جورجيا للحماية البريطانية 1918-1920م.

## جورجيا تحت الحكم السوفياتي

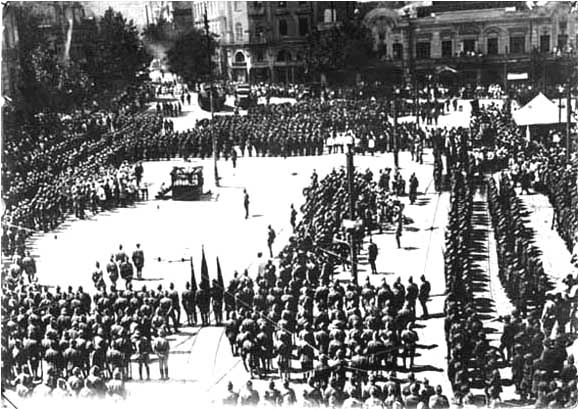
الجيش الأحمر لجمهورية روسيا السوفيتية الاتحادية الاشتراكية في عرض عسكري في تبليسي، 25 فبراير 1921.

تعرضت جورجيا في شباط 1921 للهجوم من قبل الجيش الأحمر. هزم الجيش الجورجي وفرت حكومة الاشتراكي الديمقراطي من البلاد. يوم 25 شباط 1921 دخل الجيش الأحمر العاصمة تبليسي، وقام بتنصيب حكومة شيوعية تثبيت توجهها موسكو بقيادة الجورجي البلشفي فيليب ماخاردزه.
أحكمت القبضة السوفياتية السيطرة بعد قمع الوحشي لثورة 1924. ضمت جورجيا إلى جمهورية ما وراء القوقاز السوفيتية الاشتراكية إضافة إلى أرمينيا وأذربيجان. انحلت هذه الجمهورية عام 1936 إلى مكوناتها الأساسية وأصبحت جورجيا تعرف بجمهورية جورجيا السوفياتية الاشتراكية.
جوزيف ستالين (من العرقية الجورجية اسمه الحقيقي يوزيب جوغاشفيلي) كان بارزاً بين البلاشفة، الذين وصلوا إلى السلطة في الامبراطورية الروسية بعد ثورة تشرين الأول في عام 1917. وقد وصل ستالين إلى أعلى منصب في الدولة السوفياتية.
من 1941-1945، خلال الحرب العالمية الثانية، شارك ما يقرب من 700 ألف من الجورجيين في الجيش الأحمر ضد ألمانيا النازية. (بينما حارب آخرون أيضا على الجانب الألماني). كما قتل ما يقرب من 350 ألف من الجورجيين في ساحات القتال على الجبهة الشرقية.
بدأت حركة المعارضة لاستعادة الدولة الجورجية تكسب شعبية في الستينيات. من المنتسبين للمعارضة الجورجية، أكثر عضوين نشاطاً هما ميراب كوستافا وزفياد جامساخورديا. اضطهدت الحكومة السوفياتية المعارضين وقمعت أنشطتهم بقسوة.
في 9 نيسان 1989، انتهت مظاهرة سلمية في العاصمة الجورجية تبليسي بمذبحة قتل فيها العديد من الأشخاص من قبل القوات السوفياتية. قامت انتخابات تشرين الأول 1990 للجمعية الوطنية بإعادة تشكيل اوماغليزي سابخو (المجلس الأعلى) - أول انتخابات في اتحاد الجمهوريات الاشتراكية السوفياتية تجري رسمياً على أساس التعددية الحزبية – وبالتالي الساحة السياسية. في حين أن الجماعات الأكثر تطرفا قاطعت الانتخابات وعقدت منتدى بديلاً بدعم مفترض من موسكو (المؤتمر الوطني). بينما اتحدت اطراف أخرى من المعارضة المناهضة للشيوعية في الدائرة المستديرة-جورجيا الحرة خلف معارضين سابقين مثل ميراب كوستافا وزفياد جامساخورديا.
فاز الأخير بالانتخابات بهامش واضح، 155 من اصل 250 مقعدا في البرلمان. في حين أن الحزب الشيوعي الحاكم لم يحصد سوى 64 مقعدا. فشلت جميع الأطراف الأخرى في الحصول على أكثر من عتبة 5٪، وخصصت لها بالتالي بعض مقاعد دوائر انتخابية ذات عضو واحد.

## جورجيا تتعافى بعد الاستقلال
في 9 نيسان 1991، وقبل وقت قصير من انهيار الاتحاد السوفياتي، أعلنت جورجيا استقلالها. في 26 أيار 1991، انتخب زفياد جامساخورديا كأول رئيس لجورجيا المستقلة. أوقد غامساخورديا القومية الجورجية وتعهد بتأكيد سلطة تبيليسي على مناطق مثل أبخازيا وأوسيتيا الجنوبية التي كانت تصنف على أنها أقاليم الحكم الذاتي في إطار الاتحاد السوفياتي.
لكنه سرعان ما أطيح به في انقلاب دموي، من 22 كانون الأول 1991 إلى 6 كانون الثاني 1992. عد الانقلاب بتحريض من جزء من الحرس الوطني ومنظمة شبه عسكرية تسمى مخيدريوني أو «الفرسان». دخلت البلاد في حرب أهلية مريرة استمرت حتى ما يقرب من عام 1995. عاد إدوارد شيفرنادزه إلى جورجيا في عام 1992 وانضم إلى قادة الانقلاب – كيتوفاني وايوسيلياني—لرئاسة ثلاثية لما يسمى «مجلس الدولة».
في عام 1995، انتخب شيفرنادزه رسمياً رئيساً لجورجيا. في الوقت نفسه، تصاعدت النزاعات في الإقليمين الجورجيين، أبخازيا وأوسيتيا الجنوبية، بين الانفصاليين المحليين وغالبية السكان الجورجيين، واندلع العنف على نطاق واسع بين الجماعات العرقية. بدعم من روسيا، حصلت كل من أبخازيا وأوسيتيا الجنوبية، باستثناء بعض المناطق، على استقلال الأمر الواقع عن جورجيا.
طرد ما يقرب من 230-250 ألف من الجورجيين  من أبخازيا من قبل الانفصاليين الأبخاز ومتطوعين من شمال القوقاز في الفترة بين عامي 1992-1993. كما هرب أيضاً ما يقرب من 23 ألفاً من الجورجيين  من أوسيتيا الجنوبية، بينما اضطرت العديد من العائلات الاوسيتية للتخلي عن منازلها في منطقة بورجومي والانتقال إلى روسيا.

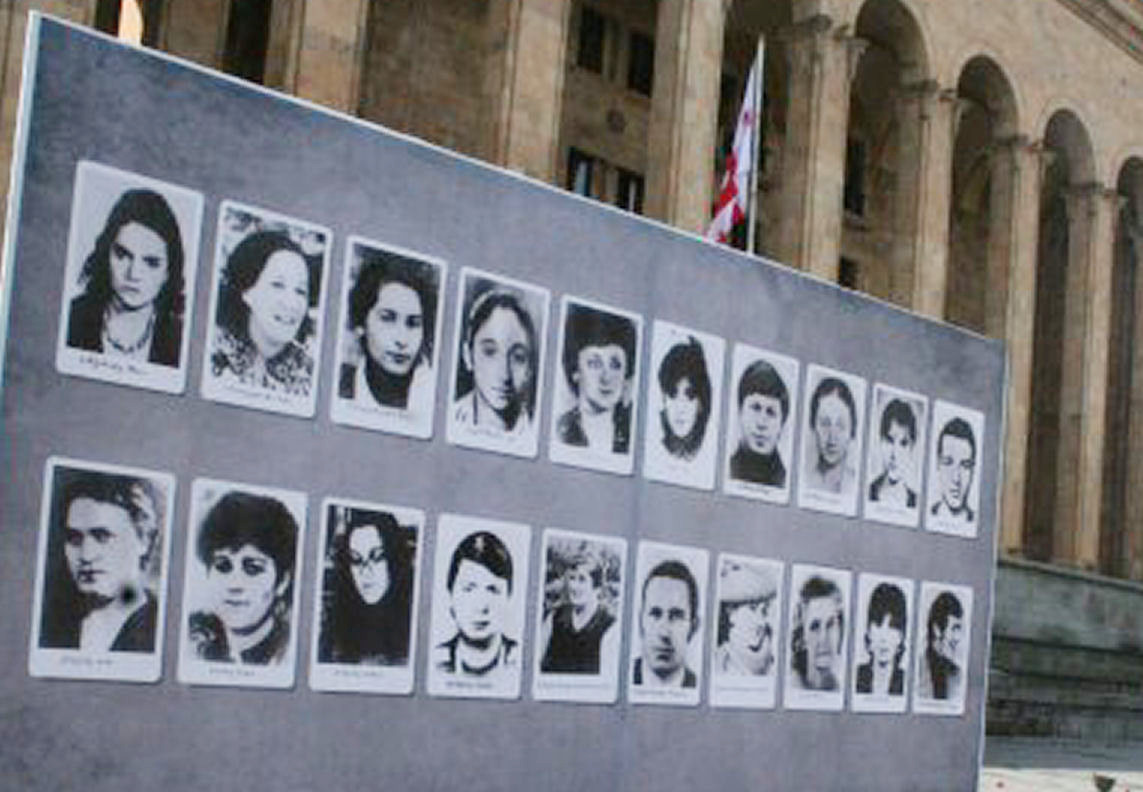
صور لضحايا مذبحة 9 أبريل 1989 على لوحة في تبليسي

في عام 2003، أطيح بشيفرنادزه (الذي أعيد انتخابه في عام 2000) في ثورة الزهور، وذلك بعد أن أكدت المعارضة الجورجية والمراقبون الدوليون أن الانتخابات في الثاني تشرين الثاني مشوبة وغير نزيهة. قاد الثورة كل من ميخائيل ساكاشفيلي، زوراب جفانيا ونينو بورجانادزه، وهم أعضاء سابقون وقادة من حزب شيفرنادزه الحاكم. انتخب ميخائيل ساكاشفيلي رئيسا لجورجيا في عام 2004.
في أعقاب ثورة الزهور، أطلقت سلسلة من الإصلاحات لتعزيز قدرات البلاد العسكرية والاقتصادية. أدت جهود الحكومة الجديدة لإعادة تثبيت السلطة الجورجية في جمهورية ذاتية أجاريا ذات الحكم الذاتي في جنوب غرب البلاد إلى ازمة كبيرة في أوائل عام 2004. النجاح في أجاريا شجع ساكاشفيلي على تكثيف جهوده، ولكن دون نجاح، في اوسيتيا الجنوبية الانفصالية.
هذه الأحداث إلى جانب اتهامات بتورط جورجي في حرب الشيشان الثانية،  أدت إلى تدهور حاد في العلاقات مع روسيا. غذى هذا النزاع أيضا دعم ومساعدة روسيا المفتوحة لاثنتين من المناطق الانفصالية في جورجيا. على الرغم من تزايد صعوبة هذه العلاقات، توصل الطرفان في أيار 2005 إلى اتفاق ثنائي  حول سحب القواعد العسكرية الروسية (التي يعود تاريخها إلى العهد السوفياتي) في باتومي وأخالكالاكي. أوفت روسيا بالتزاماتها من الاتفاقية في سحب جميع الأفراد والمعدات من هذه المواقع بحلول كانون الأول 2007، قبل الموعد المحدد.

## 2008 والحرب ضد روسيا

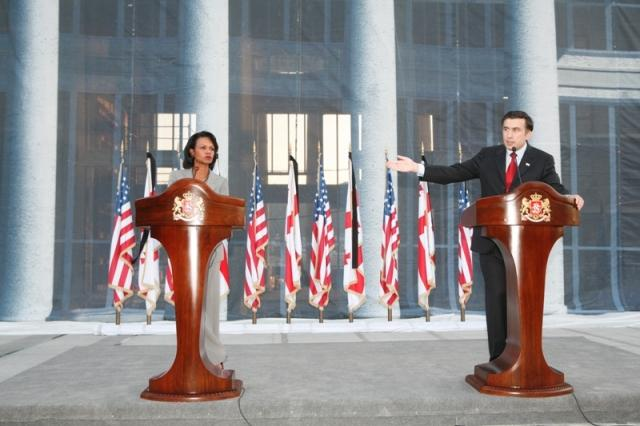
وزيرة الخارجية الأمريكية كوندوليزا رايس في مؤتمر صحافي مشترك مع الرئيس الجورجي ميخائيل ساكاشفيلي خلال حرب أوسيتيا الجنوبية

شهد العام 2008 نزاعاً عسكرياً بين جورجيا من جهة، وروسيا، والجمهوريات الانفصالية في أوسيتيا الجنوبية وأبخازيا من جهة أخرى. حشدت كل من جورجيا وروسيا قوات عسكرية كبيرة على مقربة من حدودهما مع أوسيتيا الجنوبية. بعد القصف الجورجي لعاصمة أوسيتيا الجنوبية، تسخينفالي في وقت متأخر من مساء السابع من آب، بدأت القوات المسلحة الجورجية في الزحف إلى اوسيتيا الجنوبية، بدعم من المدفعية ونيران منصات إطلاق متعددة الصواريخ. استمرت المعركة ثلاثة أيام وخلفت مدينة تسخينفالي في دمار هائل. ادعى المسؤولون في أوسيتيا الجنوبية والمسؤولون الروس بمسؤولية الجيش الجورجي عن مقتل 2100 مدني في أوسيتيا الجنوبية. مع ذلك، فإن هذه الادعاءات لم تثبت، ومنظمة مراقبة حقوق الإنسان ومحققون من الاتحاد الأوروبي في اوسيتيا الجنوبية اتهموا روسيا بالمبالغة في حجم الخسائر البشرية. عدد القتلى الفعلي، وفقا لمكتب المدعي العام الروسي، 162. قصفت قاعدة قوات حفظ السلام الروسية المتمركزة في أوسيتيا الجنوبية وقتل أفراد من الطاقم العامل.
توغلت فجرا في 8 آب قوات من الجيش الروسي الثامن والخمسون في أوسيتيا الجنوبية من خلال نفق روكي الذي تسيطر عليه روسيا، كما شن سلاح الجو الروسي سلسلة من الغارات الجوية ضد أهداف منسقة متعددة داخل الأراضي الجورجية. ومع إرسال روسيا وجورجيا على حد سواء المزيد من القوات إلى اوسيتيا الجنوبية، تصاعد الصراع بين جورجيا من جهة، وروسيا، وأوسيتيا، وفيما بعد، الانفصاليين في أبخازيا من جهة أخرى بسرعة إلى حرب شاملة النطاق في 2008. بسبب القتال العنيف في اوسيتيا الجنوبية، توفرت العديد من التقارير المشكوك بها حول عدد القتلى والجرحى على كلا الجانبين، أي استهدف بالضربات الجوية، وحالة تحركات القوات، ومواقع القوات على خط الجبهة الجورجية الروسية.
بعد أيام قليلة من القتال العنيف دفعت القوات الجورجية خارج أوسيتيا الجنوبية وتقدمت القوات الروسية من اوسيتيا الجنوبية إلى الأراضي الجورجية غير المتنازع عليها، واحتلت مدينتي غوري وبوتي. تلا ذلك دخول قوات غير نظامية من أوسيتيا والشيشان والقوزاق وتم التبليغ عن ونهب وقتل وحرق. وبحلول 11 آب، اشتعلت جبهة ثانية في ابخازيا واستولت على أراض إضافية في غرب جورجيا.
في 12 أغسطس، أعلن الرئيس دميتري ميدفيديف وجود نية لوقف المزيد من العمليات العسكرية الروسية في جورجيا. انسحبت القوات الروسية من غوري وبوتي، لكنها بقيت في أوسيتيا الجنوبية وأبخازيا، والتي تعترف بها كبلدان مستقلة. بينما تعتبرها جورجيا أراض خاضعة للاحتلال الروسي.